# Polypodium aspidiolepis
Polypodium aspidiolepis är en stensöteväxtart som beskrevs av Bak. Polypodium aspidiolepis ingår i släktet Polypodium och familjen Polypodiaceae. Inga underarter finns listade.